# Lynnville (Iowa)
Lynnville – miasto w Stanach Zjednoczonych, w stanie Iowa, w hrabstwie Jasper. W 2000 roku liczyło 366 mieszkańców.